# عبد الغفار عبد الحسين
عبد الغفار عبد الحسين عبد الله محمد (خطأ في التعبير: علامة ترقيم لم نتعرف عليها «{». المعلمة المطلوبة غير صحيحة 1=الشهر! 1950خطأ في التعبير: عامل > غير متوقع.) سياسي بحريني.

## السيرة
ولد عبد الغفار في العاصمة المنامة في عام 1950. حاصل على الشهادة الإعدادية في عام 1966. بدأ العمل منذ عام 1967 في وظيفة رجل أمن في وزارة الداخلية لمدة عامين ثم عمل في شركة ومبي بحارا لمدة عام وذلك في عام 1969 ثم عمل في شركة ودلونج ومبي وبرون آندروت منذ 1970 حتى 1973 وفي عام 1974 عمل في شركة نفط البحرين ميكانيكيا حتى تقاعد في 2012. تم تعيينه عضوا في مجلس الشورى من 2008 إلى 2014 خلفا للعضوة هدى عزرا نونو التي نقلت للعمل في ديوان وزارة الخارجية.

### دوره في احتجاجات عام 2011
في فبراير 2001 أثناء الاحتجاجات قدم عبد الغفار و17 عضو شيعي استقالاتهم من مجلس الشورى احتجاجا على حملة الحكومة الأمنية الوحشية على المحتجين. قررت شركة نفط البحرين فصل عبد الغفار من العمل بالمنشأة وملاحقته قضائيا لما تراه الإدارة التنفيذية للشركة من أنه متورط في تحريض عمال الشركة على الإضراب عن العمل في فترة الأزمة التي شهدتها البلاد لكونه رئيسا لنقابة عمال الشركة.